# Elaeagnus songarica
Elaeagnus songarica är en havtornsväxtart som först beskrevs av Johann Jakob Bernhardi och Diederich Franz Leonhard von Schlechtendal, och fick sitt nu gällande namn av Fisch. och Ernst Rudolf von Trautvetter. Elaeagnus songarica ingår i släktet silverbuskar, och familjen havtornsväxter. Utöver nominatformen finns också underarten E. s. kozlovskajae.